# Albentosa
Albentosa es una localidad y municipio de la comarca Gúdar-Javalambre en la provincia de Teruel, en la comunidad autónoma de Aragón, España. Tiene un área de 68 km² con una población de 299 habitantes (INE 2024) y una densidad de 3,93 hab/km².

## Geografía
Integrado en la comarca de Gúdar-Javalambre, se sitúa a 51 kilómetros de la capital provincial. En el término municipal se encuentran las localidades de: Albentosa (capital del municipio), y los barrios Venta del Aire, Estación de Mora de Rubielos, Fuen del Cepo y Los Mases. El término municipal está atravesado por la autovía Mudéjar (A-23), por la carretera nacional N-234, entre los pK 64 y 76, por las carreteras autonómicas A-1514 (Albentosa-Arcos de las Salinas) y A-1515 (Venta del Aire-Rubielos de Mora), y por carreteras locales que conectan con los municipios vecinos de San Agustín y Sarrión. 
El relieve del municipio está definido por un altiplano, típico páramo turolense, y las estribaciones de la Sierra de El Toro al oeste. El río de Albentosa desciende de sur a norte y cruza la localidad antes de desembocar en el río Mijares, el cual hace de límite con Rubielos de Mora. La altitud oscila entre los 1070 metros al oeste, en el límite con Manzanera, y los 830 metros a orillas del río Mijares. El pueblo se alza a 952 metros sobre el nivel del mar. 
| Noroeste: Sarrión          | Norte: Mora de Rubielos  | Noreste: San Agustín                                  |
| Oeste: Sarrión y Manzanera |                          | Este: San Agustín                                     |
| Suroeste: Manzanera        | Sur: El Toro (Castellón) | Sureste: San Agustín y Pina de Montalgrao (Castellón) |

## Historia
Propiedad de la tierra: Siempre de realengo, por pertenecer a la comunidad aragonesa. Estuvo encuadrada en la comunidad de aldeas de Teruel, en la Sesma del Campo de Sarrión, hasta la división provincial de 1833.
Durante la guerra civil española, desde finales de 1938 a abril de 1939, las tropas sublevadas instalaron en la zona de Los Mases un campo de concentración de detenidos. Más de cuatro mil prisioneros republicanos se hacinaron en un terreno rodeado de alambradas y custodiado por mercenarios marroquíes. Las condiciones de internamiento, como en el resto de campos franquistas, fueron muy duras, soportándose ese invierno temperaturas de hasta 20 grados bajo cero protegidos tan sólo con tiendas de campaña y algunas lonas.

## Demografía
Albentosa cuenta con una población de 299 habitantes (INE 2024).
| Gráfica de evolución demográfica de Albentosa entre 1842 y 2021                                                                                                |
| |
| Población de derecho según los censos de población del INE Población de hecho según los censos de población del INEEn este censo se denominaba Alventosa: 1842 |

## Administración y política
| Período   | Alcalde                    | Partido     |  |
| --------- | -------------------------- | ----------- |  |
| 1979-1983 | José Alegre Soriano        | UCD         |  |
| 1983-1987 |                            |             |  |
| 1987-1991 |                            |             |  |
| 1991-1995 |                            |             |  |
| 1995-1999 |                            |             |  |
| 1999-2003 | Armando Urgel Velilla      |             |  |
| 2003-2007 | Felicidad Bertolín Fuertes |             |  |
| 2007-2011 | Felicidad Bertolín Fuertes |             |  |
| 2011-2015 | José Corella Vicente       | PSOE-Aragón |  |
| 2015-     | Yolanda Salvador Corella   | PSOE-Aragón |  |

| Partido político    | Partido político                                   | 2003   | 2007   | 2011   | 2015   | 2019   |
| Partido político    | Partido político                                   | Ediles | Ediles | Ediles | Ediles | Ediles |
|                     | Partido de los Socialistas de Aragón (PSOE-Aragón) | 3      | 4      | 4      | 4      | 5      |
|                     | Partido Popular de Aragón (PP)                     | 2      | 2      | 2      | 2      | 2      |
|                     | Partido Aragonés (PAR)                             | 2      | 1      | 1      | 1      | —      |
| Total de concejales | Total de concejales                                | 7      | 7      | 7      | 7      | 7      |

## Monumentos
En la localidad destacan la iglesia de estilo gótico tardío y renacentista de Nuestra Señora de Los Ángeles del siglo XVI, restos del castillo (actual cementerio), el ayuntamiento, del siglo XVIII y el puente medieval de los siglos XV y XVI.

## Fiestas
Sus fiestas Patronales son el 2 de agosto, Virgen de los Ángeles.
Organizadas de forma voluntaria por Comisiones de fiestas, a partir de la Asociación Cultural V.A.
Comprenden aproximadamente una semanas de actos festivos y otra de actos culturales.

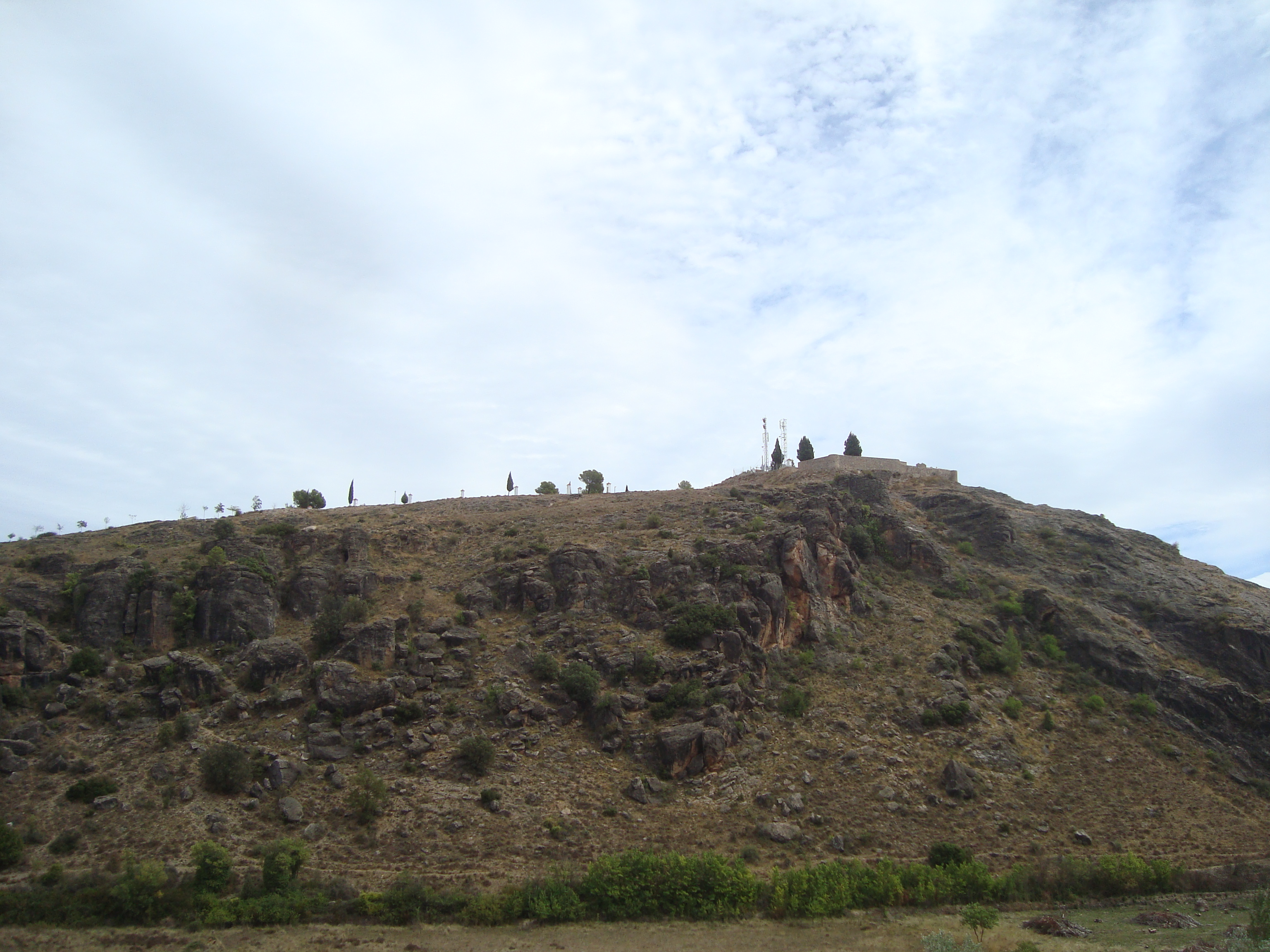
Castillo de Albentosa